# Resolutie 1832 Veiligheidsraad Verenigde Naties
Resolutie 1832 van de Veiligheidsraad van de Verenigde Naties werd unaniem aangenomen op 27 augustus 2008 en verlengde de VN-operatie in het zuiden van Libanon met nog eens een jaar.

## Achtergrond
Na de Israëlische inval in Zuidelijk Libanon eind jaren 1970, stationeerden de Verenigde Naties de tijdelijke VN-macht UNIFIL in de streek. Die moest er de vrede handhaven totdat de Libanese overheid haar gezag opnieuw kon doen gelden.
In 1982 viel Israël Libanon opnieuw binnen voor een oorlog met de Palestijnse PLO. Midden 1985 begon Israël met terugtrekkingen uit het land, maar geregeld vonden nieuwe aanvallen en invasies plaats.
Op 12 juli 2006 brak een oorlog uit tussen Hezbollah uit Libanon en Israël die een maand zou duren.

## Inhoud
Libanon verzocht om de VN-operatie in het zuiden van het land opnieuw met een jaar te verlengen.
Aldus werd het mandaat van UNIFIL verlengd tot 31 augustus 2009.
Alle betrokken partijen werden opgeroepen de beëindiging van de vijandelijkheden, de Blauwe Linie en UNIFIL's veiligheid te respecteren. Ze werden verder opgeroepen om samen te werken met secretaris-generaal Ban Ki-moon om tot een permanent staakt-het-vuren en een langetermijnoplossing te komen, zoals voorzien in resolutie 1701.

## Verwante resoluties
- Resolutie 1815 Veiligheidsraad Verenigde Naties
- Resolutie 1821 Veiligheidsraad Verenigde Naties
- Resolutie 1848 Veiligheidsraad Verenigde Naties
- Resolutie 1850 Veiligheidsraad Verenigde Naties

Lijst ·  1795 ·  1796 ·  1797 ·  1798 ·  1799 ·  1800 ·  1801 ·  1802 ·  1803 ·  1804 ·  1805 ·  1806 ·  1807 ·  1808 ·  1809 ·  1810 ·  1811 ·  1812 ·  1813 ·  1814 ·  1815 ·  1816 ·  1817 ·  1818 ·  1819 ·  1820 ·  1821 ·  1822 ·  1823 ·  1824 ·  1825 ·  1826 ·  1827 ·  1828 ·  1829 ·  1830 ·  1831 ·  1832 ·  1833 ·  1834 ·  1835 ·  1836 ·  1837 ·  1838 ·  1839 ·  1840 ·  1841 ·  1842 ·  1843 ·  1844 ·  1845 ·  1846 ·  1847 ·  1848 ·  1849 ·  1850 ·  1851 ·  1852 ·  1853 ·  1854 ·  1855 ·  1856 ·  1857 ·  1858 ·  1859